# Enseignement supérieur en Hongrie
Pour des articles plus généraux, voir Études supérieures et Système éducatif hongrois.
Les études supérieures en Hongrie sont caractérisées par un système dual d'universités (en hongrois : egyetem) et d'écoles supérieures (főiskola).

## Cadre juridique général des études supérieures en Hongrie
Le régime hongrois d'études supérieures s'inscrit pleinement dans le processus de Bologne, par lequel les 3 à 4 années d'école supérieure et les 4 à 6 années d'université ont été fondues dans le dispositif Licence Master Doctorat.
L'une des singularités du système hongrois est que les maîtres de conférences et professeurs des universités peuvent occuper des postes de titulaires dans plusieurs universités à la fois. L'autre particularité est que le titre de docteur n'est pas reconnu automatiquement lorsqu'il émane d'une université étrangère. Un dispositif de reconnaissance par une école doctorale existe afin de faire valoir son degré universitaire pour pouvoir exercer dans une université hongroise. 

## Le système universitaire hongrois

### Histoire des universités hongroises

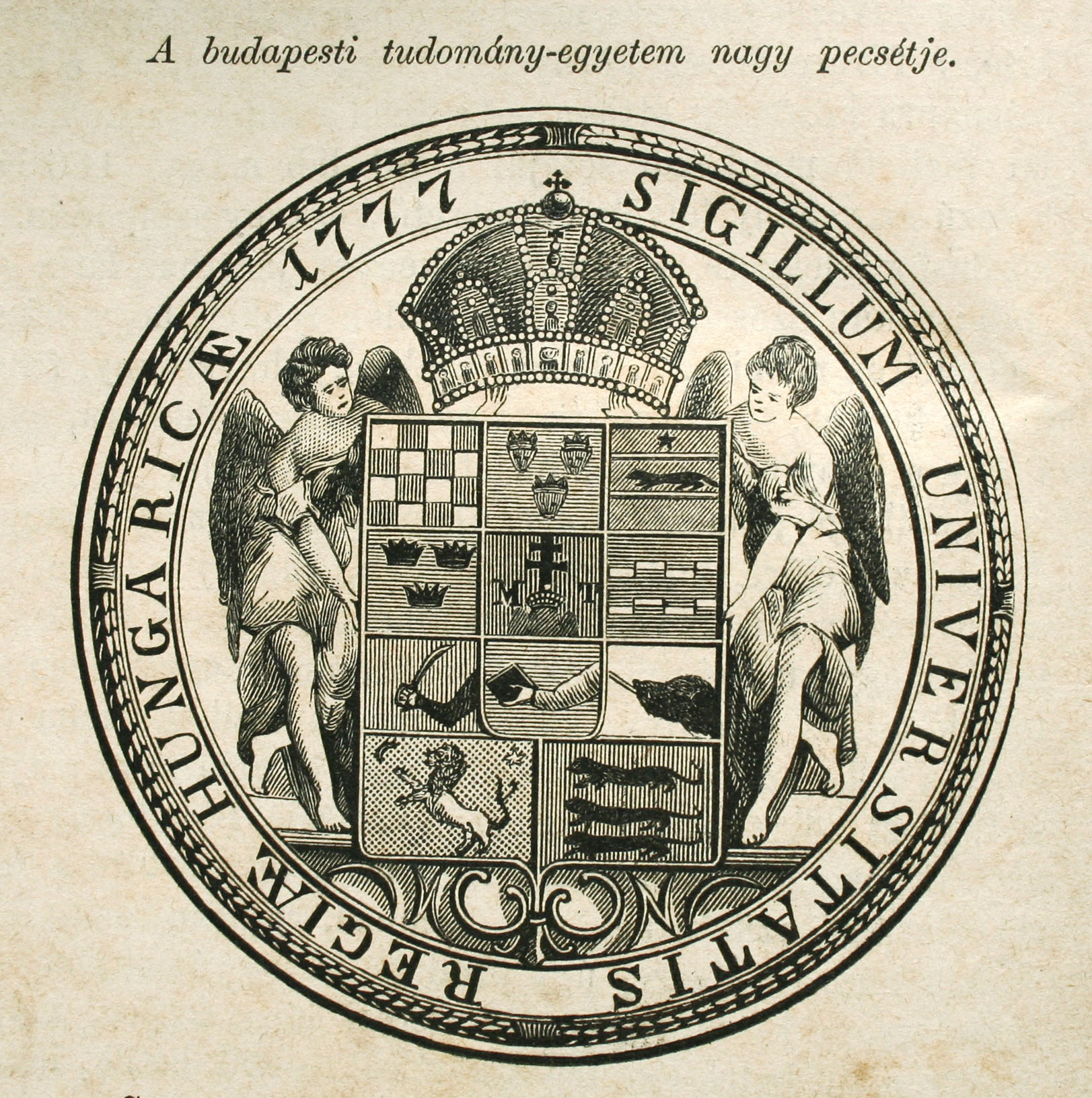
Grand sceau de l'Université de Budapest en 1880.

Lors de la fondation de l'État hongrois en 1000, le roi Étienne Ier de Hongrie chargea l'Église de la mission d'enseignement, autrefois dévolue aux chamanes. Ce sont essentiellement les Bénédictins et les Dominicains qui se sont révélés les plus actifs dans la diffusion des écrits et connaissances en provenance de l'ouest de l'Europe. La première Studium Generale (université médiévale) hongroise est fondée en 1367 à Pécs par le roi Louis I de Hongrie, dont l'actuelle université de la ville revendique la filiation. 
La plupart des universités hongroises actuelles sont héritières d'universités fondées plus tardivement. La plus ancienne université encore active est l'Université Loránd Eötvös, légataire de l'Univerzitas jésuite de Nagyszombat, fondée en 1635 dans l'actuelle ville de Trnava, en Slovaquie. Les grandes universités modernes de Hongrie ont été créées par le pouvoir impérial puis royal au XVIIIe siècle. C'est le cas de l'Institutum Geometricum, fondé en 1782 par Joseph II d'Autriche (actuelle Université polytechnique et économique de Budapest), de la majorité des universités de province, mais aussi de toutes les universités spécialisées dans les domaines artistiques. Après le traité de Trianon en 1920, de nombreuses universités situées dans l'ancien royaume de Hongrie ont été symboliquement transférées au sein du nouveau territoire hongrois. C'est le cas de l'université François-Joseph de Kolozsvár (aujourd'hui Cluj-Napoca), brièvement déplacée à Budapest, puis à Szeged en 1921 (actuelle Université de Szeged), mais aussi de École d'industrie minière et de métallurgie fondée à Selmecbánya en 1735 (actuelle Banská Štiavnica), dont l'héritage est revendiqué à a fois par l'université de Miskolc et l'université de Hongrie occidentale

### Liste des universités de Hongrie

#### Universités publiques
| Nom | Fondation | Affiliation historique | Spécialités                                                  |
| --- | --------- | --- | ------------------------------------------------------------ |
| Budapest                                                                                                 |           | |                                                              |
| Université Corvinus de Budapest (Budapesti Corvinus Egyetem, BCE)                                        | 1948      | Université hongroise de sciences économiques (1948-1953) • facultés des sciences économiques de l'Université royale hongroise Péter Pázmány et de l'université de sciences économiques Karl-Marx (1953-1990) • Université de sciences économiques de Budapest (1990-2000) • Fusion en 2000 avec l'École supérieure d'administration publique | Sciences économiques, sciences politiques, sciences sociales |
| Université Loránd-Eötvös (Eötvös Loránd Tudományegyetem, ELTE)                                           |           | |                                                              |
| Université polytechnique et économique de Budapest (Budapesti Műszaki és Gazdaságtudományi Egyetem, BME) |           | |                                                              |
| Université nationale de l'administration publique (Nemzeti Közszolgálati Egyetem, NKE)                   |           | |                                                              |
| Université Semmelweis (Semmelweis Egyetem, SOTE)                                                         |           | |                                                              |
| Université de musique Franz-Liszt (Liszt Ferenc Zeneművészeti Egyetem)                                   |           | |                                                              |
| Université hongroise des beaux-arts (Magyar Képzőművészeti Egyetem, MKE)                                 |           | |                                                              |
| Université d'art appliqué Moholy-Nagy (Moholy-Nagy Művészeti Egyetem, MOME)                              |           | |                                                              |
| Université d'art dramatique et cinématographique (Színház- és Filmművészeti Egyetem)                     |           | |                                                              |
| Université d'Óbuda (Óbudai Egyetem, ÓE)                                                                  |           | |                                                              |
| Province                                                                                                 |           | |                                                              |
| Université de Debrecen (Debreceni Egyetem, DE) Debrecen                                                  |           | |                                                              |
| Université de Dunaújváros (Dunaújvárosi Egyetem, DUE) Dunaújváros                                        |           | |                                                              |
| Université Saint-Étienne (Szent István Egyetem, SZIE) Gödöllő                                            |           | |                                                              |
| Université István-Széchenyi (Széchenyi István Egyetem, SZE) Győr                                         |           | |                                                              |
| Université de Kaposvár (Kaposvári Egyetem, KE) Kaposvár                                                  |           | |                                                              |
| Université de Miskolc (Miskolci Egyetem, ME) Miskolc                                                     |           | |                                                              |
| Université de Pécs (Pécsi Tudományegyetem, PTE) Pécs                                                     |           | |                                                              |
| Université de Hongrie occidentale (Nyugat-magyarországi Egyetem, NYME) Sopron                            |           | |                                                              |
| Université de Szeged (Szegedi Tudományegyetem, SZTE) Szeged                                              |           | |                                                              |
| Université de Pannonie (Pannon Egyetem, PE) Veszprém                                                     |           | |                                                              |

#### Universités privées
- Université d'Europe centrale (Közép-Európai Egyetem, CEU) :
- Université germanophone Gyula Andrássy (Andrássy Gyula Budapesti Német Nyelvű Egyetem) :

#### Universités confessionnelles
- Université théologique évangélique-luthérienne (Közép-Európai Egyetem, CEU) :
- Université réformée Gáspár Károli (Károli Gáspár Református Egyetem, KRE) :
- Séminaire national de formation rabbinique - Université juive (Országos Rabbiképző – Zsidó Egyetem, OR-ZSE) :
- Université catholique Péter Pázmány (Pázmány Péter Katolikus Egyetem, PPKE) :

#### Anciennes universités
- Albert Szent-Györgyi Medical University (fusionnée pour former l'Université de Szeged in 2000)
- Debrecen University of Agricultural Sciences (fusionnée pour former l'Université de Debrecen)
- Gödöllő University of Agricultural Sciences (fusionnée pour former la Szent István University en 2000)
- Haynal Imre University of Health Sciences Budapest (fusionnée avec la Semmelweis University)
- Hungarian University of Physical Education (fusionnée avec la Semmelweis University)
- Janus Pannonius University (fusionnée pour former l'Université de Pécs en 2000)
- József Attila University (fusionnée pour former l'Université de Szeged en 2000)
- Kossuth Lajos University (fusionnée pour former l'Université de Debrecen)
- University Medical School of Debrecen (fusionnée pour former l'Université de Debrecen)
- University Medical School of Pécs (fusionnée pour former l'Université de Pécs en 2000)
- Universite de Horticulture and Food Industry (fusionnée pour former la Szent István University in 2000)
- University of Sopron (fusionnée pour former l'Université de Hongrie Occidentale en 2000)
- University of Veterinary Science (fusionnée pour former la Szent István University en 2000)